# Municipio de Harrison (condado de Union, Indiana)
El municipio de Harrison (en inglés, Harrison Township) es un municipio del condado de Union, Indiana, Estados Unidos. Tiene una población estimada, a mediados de 2022, de 406 habitantes.

## Geografía
Está ubicado en las coordenadas 39°41′33″N 84°52′48″O / 39.69250, -84.88000. Según la Oficina del Censo de los Estados Unidos, tiene una superficie total de 78.04 km², de la cual 77.99 km² corresponden a tierra firme y 0.05 km² están cubiertos de agua.

## Demografía
Según el censo de 2020, en ese momento había 429 personas residiendo en la zona. La densidad de población era de 5.5 hab./km². El 96.5 % de los habitantes eran blancos, el 0.7 % eran asiáticos, el 0.9 % eran de otras razas y el 1.9 % eran de una mezcla de razas. Del total de la población, el 1.6 % eran hispanos o latinos de cualquier raza.